# Campionato europeo Superstock 600 2012
Il Campionato europeo Superstock 600 del 2012 è stato l'ottava edizione del campionato Europeo della categoria Superstock 600. Sviluppatosi su 10 prove in totale, con inizio in Italia sul circuito di Imola il 31 marzo e conclusione in Francia, sul circuito di Magny-Cours il 6 ottobre.
Al termine del campionato si è laureato campione europeo il pilota olandese Michael van der Mark alla guida di una Honda CBR600RR gestita dal Team EAB Ten Kate Junior, che ha preceduto di 21 punti l'italiano Riccardo Russo su Yamaha. Al terzo posto si piazza il pilota belga Gauthier Duwelz, sempre con Yamaha, staccato di 121 punti dal leader del campionato.

## Calendario
| Nº | Data         | Gran Premio | Circuito         | Pole Position        | Vincitore gara       | Leader del campionato |
| -- | ------------ | ----------- | ---------------- | -------------------- | -------------------- | --------------------- |
| 1  | 31 marzo     | Italia      | Imola            | Riccardo Russo       | Riccardo Russo       | Riccardo Russo        |
| 2  | 21 aprile    | Paesi Bassi | Assen            | Bastien Chesaux      | Michael van der Mark | Michael van der Mark  |
| 3  | 6 maggio     | Italia      | Monza            | Riccardo Russo       | Riccardo Russo       | Riccardo Russo        |
| 4  | 9 giugno     | San Marino  | Misano Adriatico | Franco Morbidelli    | Michael van der Mark | Riccardo Russo        |
| 5  | 30 giugno    | Spagna      | Aragón           | Riccardo Russo       | Riccardo Russo       | Riccardo Russo        |
| 6  | 21 luglio    | Rep. Ceca   | Brno             | Riccardo Russo       | Michael van der Mark | Michael van der Mark  |
| 7  | 5 agosto     | Regno Unito | Silverstone      | Michael van der Mark | Riccardo Russo       | Riccardo Russo        |
| 8  | 8 settembre  | Germania    | Nürburgring      | Michael van der Mark | Michael van der Mark | Michael van der Mark  |
| 9  | 23 settembre | Portogallo  | Portimão         | Michael van der Mark | Michael van der Mark | Michael van der Mark  |
| 10 | 7 ottobre    | Francia     | Magny-Cours      | Michael van der Mark | Michael van der Mark | Michael van der Mark  |

## Classifica finale
| Posizione | Pilota                | Motocicletta | Italia (bandiera) | Paesi Bassi (bandiera) | Italia (bandiera) | San Marino (bandiera) | Spagna (bandiera) | Rep. Ceca (bandiera) | Regno Unito (bandiera) | Germania (bandiera) | Portogallo (bandiera) | Francia (bandiera) | Punti |
| --------- | --------------------- | ------------ | ----------------- | ---------------------- | ----------------- | --------------------- | ----------------- | -------------------- | ---------------------- | ------------------- | --------------------- | ------------------ | ----- |
| 1         | Michael van der Mark  | Honda        | 3                 | 1                      | 4                 | 1                     | 2                 | 1                    | 2                      | 1                   | 1                     | 1                  | 219   |
| 2         | Riccardo Russo        | Yamaha       | 1                 | 5                      | 1                 | 2                     | 1                 | 3                    | 1                      | 2                   | 2                     | 2                  | 207   |
| 3         | Gauthier Duwelz       | Yamaha       | 10                | 3                      | 2                 |                       | 3                 | 2                    | Rit                    | Rit                 | 4                     | 9                  | 98    |
| 4         | Alex Schacht          | Honda        | 21                | 6                      | 8                 | Rit                   | 12                | 4                    | 4                      | 9                   | 6                     | 6                  | 75    |
| 5         | Adrian Nestorovic     | Yamaha       | 17                | 9                      | Rit               | 6                     | 5                 | 7                    | 6                      | 5                   | 3                     | Rit                | 74    |
| 6         | Franco Morbidelli     | Yamaha       | 7                 |                        | 9                 | 15                    |                   | 6                    | 7                      | 3                   | 5                     | 5                  | 74    |
| 7         | Luca Vitali           | Yamaha       | 19                | 7                      | 5                 | 4                     | 7                 | 12                   | 9                      | 10                  | 9                     | 10                 | 72    |
| 8         | Christian Gamarino    | Kawasaki     | 9                 | Rit                    | 12                | 3                     | 10                | 8                    | 8                      | Rit                 | 7                     | 13                 | 61    |
| 9         | Nacho Calero          | Yamaha       | 2                 | 2                      | 6                 | 18                    | Rit               | 18                   | 12                     | 18                  | 11                    | 20                 | 59    |
| 10        | Bastien Chesaux       | Honda        | 6                 | 25                     | 3                 | Rit                   | Rit               |                      | 5                      | 4                   | Rit                   | 7                  | 59    |
| 11        | Francesco Cocco       | Yamaha       | Rit               | 24                     | 27                | 5                     | 4                 | 5                    | Rit                    | 15                  | Rit                   | 23                 | 36    |
| 12        | Sebastien Suchet      | Honda        | 18                | 11                     | 18                | 21                    | 8                 | 10                   | 10                     | 21                  | 13                    | 8                  | 36    |
| 13        | Riccardo Cecchini     | Honda        | 22                | 18                     | Rit               |                       | 15                | 14                   | Rit                    | 7                   | 8                     | 4                  | 33    |
| 14        | Christophe Ponsson    | Kawasaki     | Rit               | 14                     | 13                | 12                    | 11                | 11                   | 13                     | Rit                 | 12                    | 12                 | 30    |
| 15        | Stéphane Egea         | Yamaha       | 5                 | 4                      | Rit               |                       |                   |                      |                        |                     |                       | 22                 | 24    |
| 16        | Tony Coveña           | Kawasaki     | 16                | 10                     | 7                 | 8                     | 18                |                      |                        |                     |                       |                    | 23    |
| 17        | Mathieu Marchal       | Yamaha       | Rit               | 21                     | Rit               | 10                    | NP                |                      |                        |                     |                       | 3                  | 22    |
| 18        | Matt Davies           | Kawasaki     | 13                | 20                     | 10                | 23                    | 6                 | Rit                  | 14                     | 22                  | Rit                   | 15                 | 22    |
| 19        | Lee Jackson           | Kawasaki     |                   |                        |                   |                       |                   |                      | 3                      |                     |                       | 11                 | 21    |
| 20        | Robin Mulhauser       | Yamaha       | 11                | 15                     | 26                | 17                    | Rit               | 17                   | 11                     | Rit                 | 10                    | Rit                | 17    |
| 21        | Nicola Jr. Morrentino | Yamaha       | 4                 |                        | 14                |                       |                   |                      |                        |                     |                       |                    | 15    |
| 22        | Stefano Casalotti     | Yamaha       | 8                 |                        | 17                | 9                     |                   |                      |                        |                     |                       |                    | 15    |
| 23        | Marvin Fritz          | Kawasaki     | 12                | 13                     | 25                | 14                    | 13                |                      |                        |                     |                       |                    | 12    |
| 24        | Corey Snowsill        | Yamaha       | 29                | Rit                    | 16                | 13                    | 9                 | 19                   |                        | 16                  | 15                    | 27                 | 11    |
| 25        | Mike Jones            | Yamaha       |                   |                        |                   |                       |                   |                      |                        | 6                   | 16                    |                    | 10    |
| 26        | Filippo Benini        | Yamaha       | Rit               |                        | 11                | 11                    |                   |                      |                        |                     |                       |                    | 10    |
| 27        | Federico Monti        | Suzuki       |                   |                        |                   | 7                     |                   |                      |                        |                     |                       |                    | 9     |
| 28        | Marco Nekvasil        | Yamaha       |                   |                        |                   |                       |                   |                      |                        | 8                   |                       |                    | 8     |
| 29        | Wayne Tessels         | Suzuki       |                   | 8                      |                   |                       |                   |                      |                        |                     |                       |                    | 8     |
| 30        | Mircea Vrajitoru      | Yamaha       | 14                | Rit                    | 23                | 25                    | 14                | Rit                  | Rit                    | 12                  | Rit                   |                    | 8     |
| 31        | Ferruccio Lamborghini | Honda        |                   |                        |                   |                       |                   | 9                    |                        |                     |                       |                    | 7     |
| 32        | Luca Salvadori        | Yamaha       | 20                |                        | 21                | Rit                   |                   | 15                   | Rit                    | 14                  | 14                    | 14                 | 7     |
| 33        | Richard de Tournay    | Kawasaki     | 30                | 22                     | Rit               | 20                    | 16                | 13                   | SQ                     | 13                  |                       | Rit                | 6     |
| 34        | Tedi Basic            | Yamaha       | Rit               |                        | 20                | 16                    |                   | Rit                  |                        | 11                  |                       |                    | 5     |
| 35        | Koen Zeelen           | Honda        | 26                | 12                     | 28                | 19                    | 17                |                      |                        |                     |                       |                    | 4     |
| 36        | Jake Lewis            | Kawasaki     |                   |                        |                   |                       |                   | 22                   | 15                     | 20                  | 17                    | 28                 | 1     |
| 37        | Roberto Mercandelli   | Yamaha       | 24                |                        | 15                |                       |                   |                      |                        |                     |                       |                    | 1     |
| 38        | Tomas Krajci          | Yamaha       | 15                | 17                     |                   |                       |                   |                      |                        |                     |                       |                    | 1     |
| Posizione | Pilota                | Motocicletta | Italia (bandiera) | Paesi Bassi (bandiera) | Italia (bandiera) | San Marino (bandiera) | Spagna (bandiera) | Rep. Ceca (bandiera) | Regno Unito (bandiera) | Germania (bandiera) | Portogallo (bandiera) | Francia (bandiera) | Punti |

| Legenda | 1º posto        | 2º posto            | 3º posto            | A punti      | Senza punti        | Grassetto=Pole position Corsivo=Giro più veloce |
| Legenda | Gara non valida | Non qual./Non part. | Ritirato/Non class. | Squalificato | "-" Dato non disp. | Grassetto=Pole position Corsivo=Giro più veloce |

## Sistema di punteggio
| Pos.  | 1  | 2  | 3  | 4  | 5  | 6  | 7 | 8 | 9 | 10 | 11 | 12 | 13 | 14 | 15 | 16> |
| ----- | -- | -- | -- | -- | -- | -- | - | - | - | -- | -- | -- | -- | -- | -- | --- |
| Punti | 25 | 20 | 16 | 13 | 11 | 10 | 9 | 8 | 7 | 6  | 5  | 4  | 3  | 2  | 1  | 0   |